# Manoel Ceia Laranjeira
Manoel Ceia Laranjeira (ur. 11 grudnia 1903, zm. 23 maja 1994) – brazylijski duchowny, patriarcha Niezależnego Katolickiego Kościoła Apostolskiego (ICAI).
W latach 1947–1966 duchowny Brazylijskiego Katolickiego Kościoła Apostolskiego (ICAB). Wyświęcony na księdza 8 grudnia 1947 przez biskupa Carlosa Duarte Costa. Konsekrowany 29 czerwca 1951 przez biskupów Salomão Barbosa Ferraz i Jana Piotra Perkowskiego.
W latach 1966–1994 patriarcha Niezależnego Katolickiego Kościoła Apostolskiego (ICAI).